# Мясіщєв Володимир Михайлович
Володимир Михайлович Мясіщєв (28 вересня 1902 — 14 жовтня 1978) — радянський авіаконструктор.

## Біографія
Після закінчення Московського вищого технічного училища (наразі МДТУ ім. Баумана) в 1926 році, Мясищев працював під керівництвом А. М. Туполєва, брав участь у розробці бомбардувальників ТБ-1, ТБ-3, та агіт-літака АНТ-20 «Максим Горький». Як помічник Б. Лисунова, в 1937 році він відправився в США, щоб допомогти перекласти документацію і перевести в метричну систему креслення літака Douglas DC-3, що вироблявся у СРСР за ліцензією як Лі-2.
У 1938 році Мясіщєва, як і багато інших видатних радянських авіаконструкторів того часу, було репресовано за абсурдними звинуваченнями. Під час ув'язнення він попадає до так званого «ЦКБ-29 НКВС», більш відомого як «шарашка». Там, під керівництвом В. Петлякова, бере участь у проектуванні бомбардувальника Пе-2. Після формального звільнення у 1940 році, Мясіщєв очолював конструкторське бюро (у тому ж приміщенні «шарашки» по вул. Радіо), яке розробляло дальній висотний бомбардувальник ДВБ-102.
У 1946—1951 роках Мясіщєв головував кафедрою, а пізніше був деканом факультету літакобудування у Московському авіаційному інституті.
Навесні 1951 року за прямою вказівкою Сталіна почалося створення стратегічного бомбардувальника з турбореактивними двигунами, який би міг доставити ядерний заряд до території «умовного супротивника» та повернутись назад. Згідно завдання, такий бомбардувальник мусив мати крейсерську швидкість 800 км/год і дальність польоту 13000 км. Для створення цього бомбардувальника було відроджене конструкторське бюро Мясіщєва на базі московського заводу № 23, що раніше будував бомбардувальники Петлякова. Перший літак під назвою М-4 був спроектований і побудований менше ніж за два роки після відродження ОКБ. Подальшим розвитком М-4 став літак 3М.
У 1960 році КБ було розформовано, а Мясіщєв став начальником Центрального аерогідродинамічного інституту (ЦАГІ). У 1967 році Мясищев залишив ЦАГІ і вдруге відродив конструкторське бюро на базі Експериментального машинобудівного заводу, який з 1981 року носитиме його ім'я. Наразі ЕМЗ входить до складу НВО «Молнія», яке було виробником космічного човника Буран.
Мясіщєв був нагороджений золотою зіркою Героя Соціалістичної Праці (в 1957 році), трьома орденами Леніна (в 1945, 1957 та 1962 роках), орденом Суворова II ступеня (в 1944 році), орденом Жовтневої Революції (в 1971 році), і багатьма медалями.

## Відомі літаки
- М-4 «Молот», за класифікацією НАТО «Bison»
- 3М/3М-С, за класифікацією НАТО «Bison-B»
- М-50, за класифікацією НАТО «Bounder»
- ВМ-Т «Атлант»
- М-17 «Стратосфера», за класифікацією НАТО «Mystic-A»
- М-55 «Геофізика», за класифікацією НАТО «Mystic-B»

## Галерея

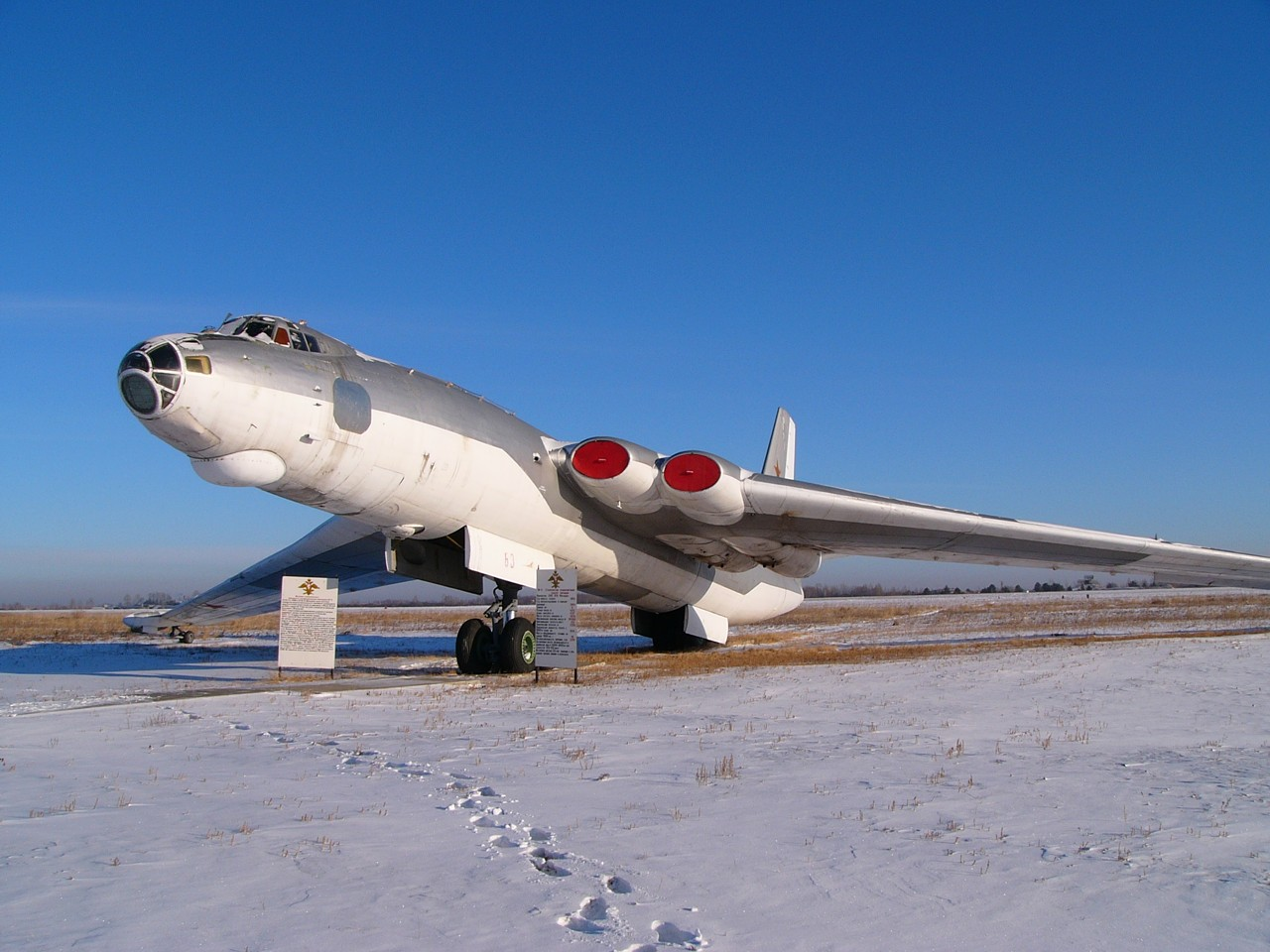
М-4 — Перший радянський стратегічний бомбардувальник з реактивними двигунами
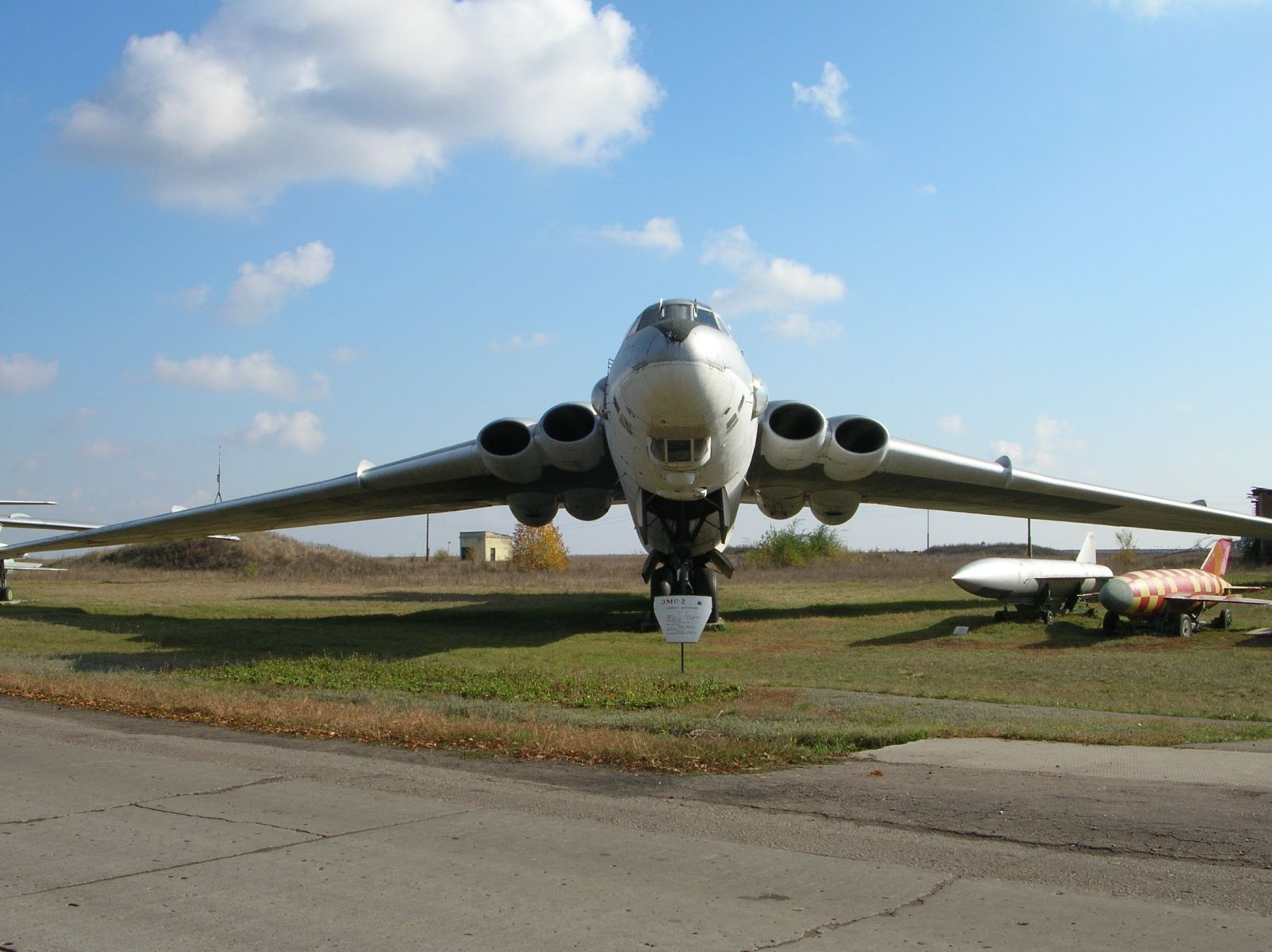
3М — Модернізована версія М-4. Деякі екземпляри несли бойову варту навіть після розпаду СРСР
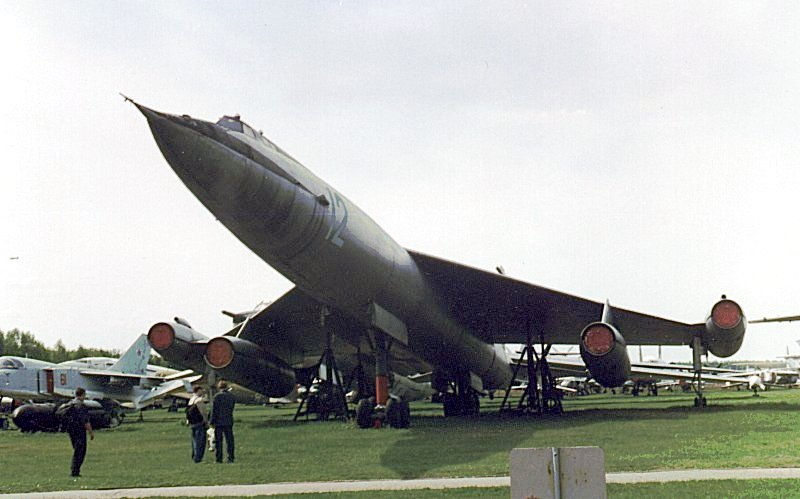
М-50 — один з найбільш амбітних проектів Мясіщєва, що залишився без подальшого розвитку
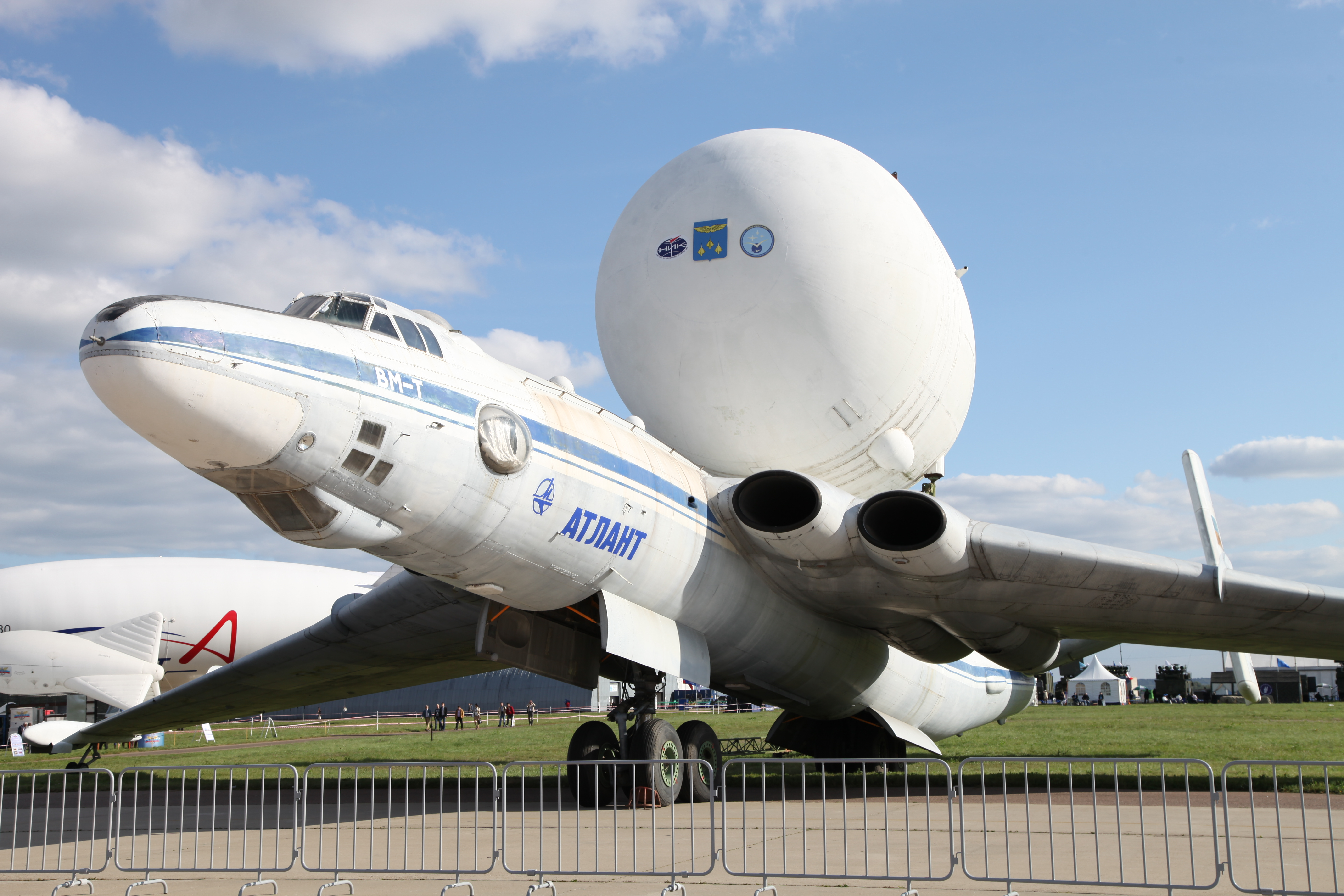
ВМ-Т «Атлант» — цивільна версія бомбардувальника 3М, використовувалась для транспортування частин ракетної техніки до космодрому «Байконур»
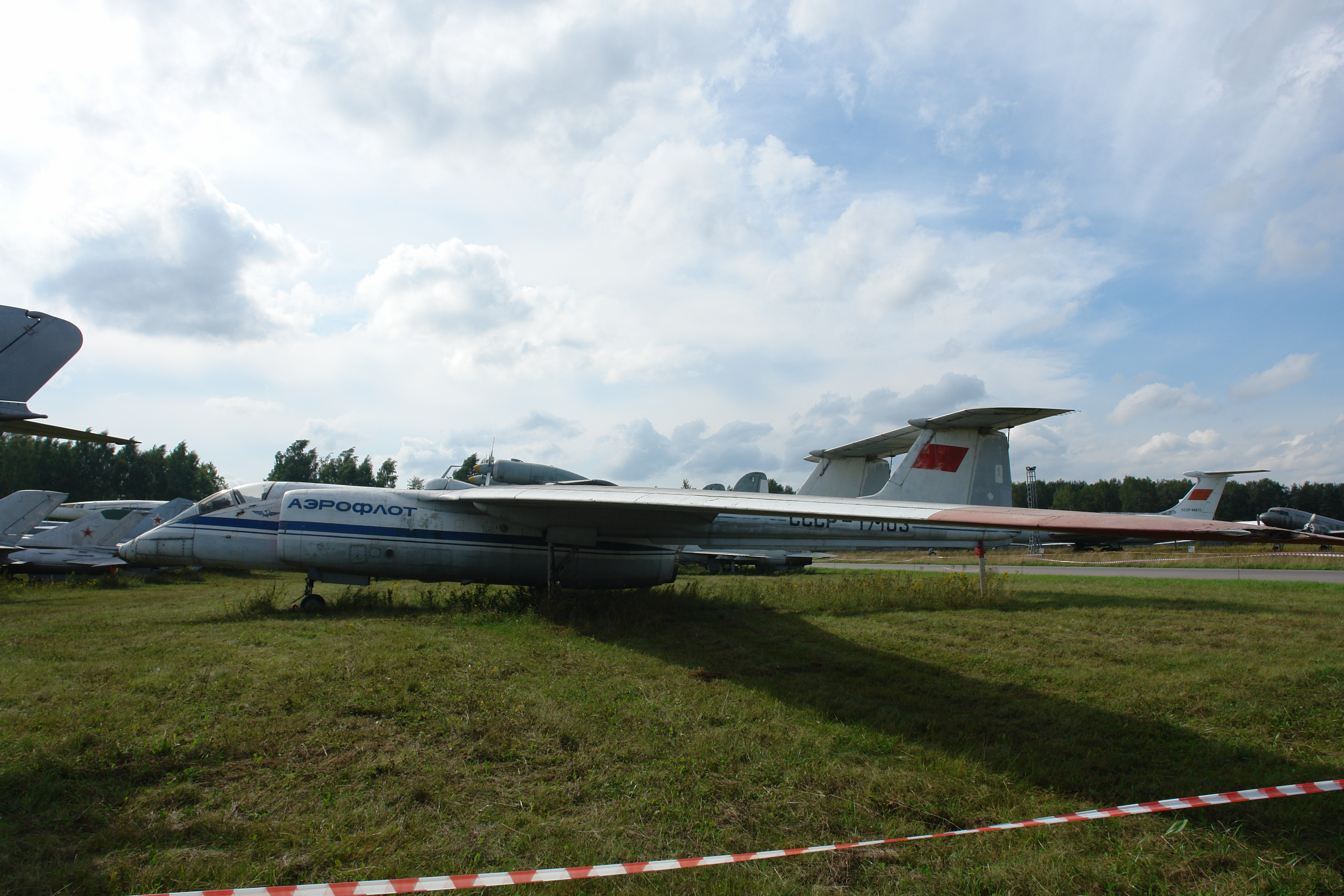
М-17 «Стратосфера» — висотний літак для перехоплення дрейфуючих аеростатів
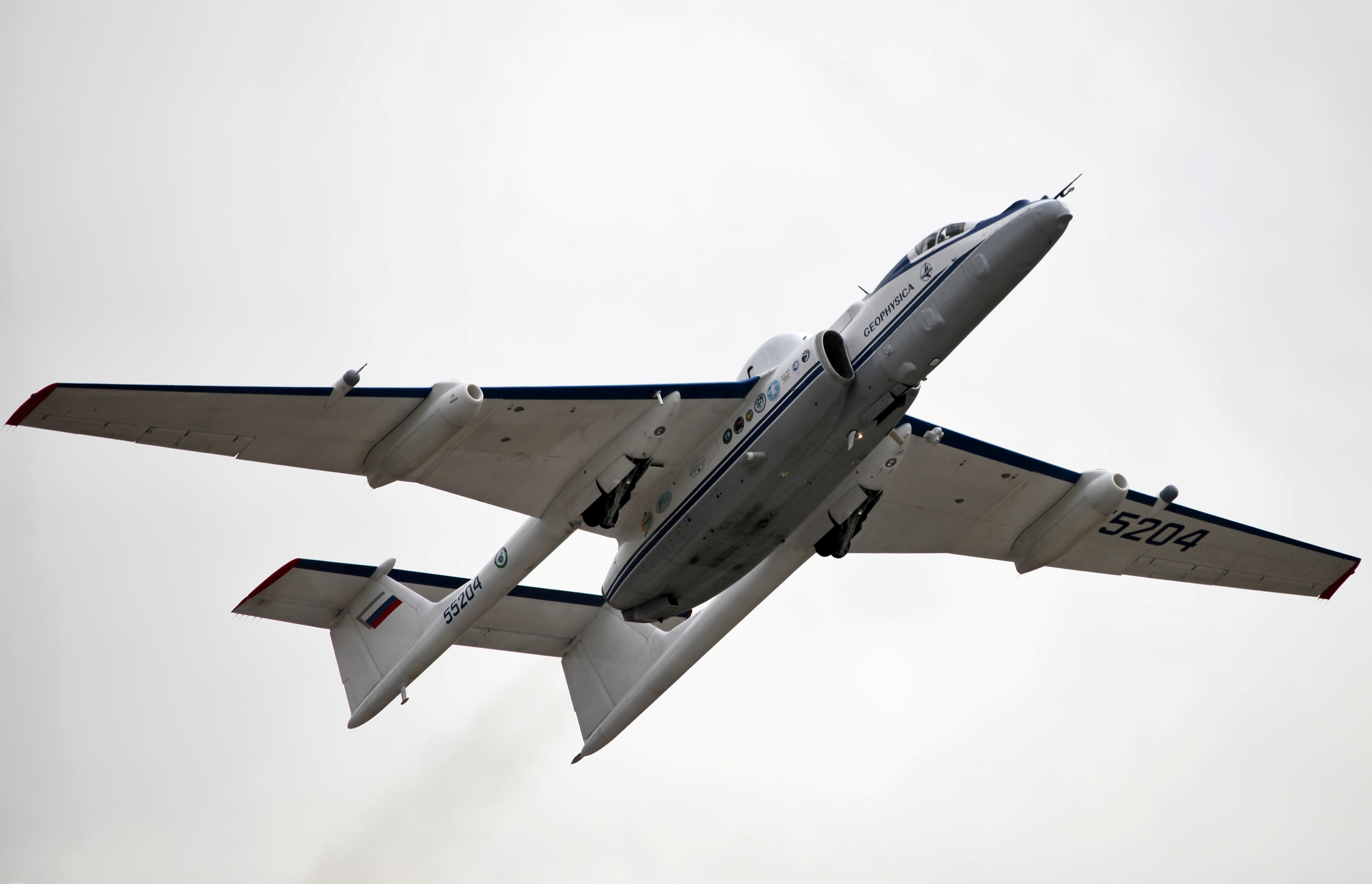
М-55 «Геофізика» — подальший розвиток проекту М-17